# Duple Dominant

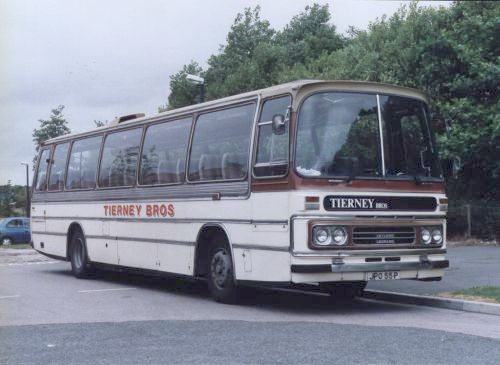
Duple Dominant, Fahrgestell Leyland Leopard

Der Name Duple Dominant bezeichnet einen Omnibusaufbau des britischen Herstellers Duple Coachbuilders. Die Aufbauten wurden von 1972 bis 1982 gefertigt.
Der Aufbau war eine Stahlkonstruktion. In der ersten Ausführung, die später als Dominant I bezeichnet wurde, hatten die Front- und Heckscheibe die gleiche Höhe wie die Seitenfenster. Bei der ab 1976 hergestellten Ausführung Dominant II war die Frontscheibe höher und die Heckscheibe flach. Außerdem kamen rechteckige Scheinwerfer zum Einsatz. Bei den Ausführungen Dominant III hatten die Seitenfenster die Form eines Parallelogramms, bei der Version Dominant IV waren sie wieder rechteckig. Der Duple Goldliner war eine Hochdachausführung des Dominant III oder IV. Zusammen mit dem Panorama Elite und dem Supreme der Firma Plaxton waren sie die allgegenwärtigen Busmodelle im Großbritannien der 1970er Jahre. Einige Busse mit Dominant-Aufbau sind gegenwärtig immer noch im ÖPNV auf der Insel Malta im Einsatz.
Der Aufbau kam auf Fahrgestellen verschiedener britischer und ausländischer Firmen zum Einsatz:
- Albion Viking EVK55CL
- AEC Reliance
- Bedford YRQ, YRT, YMT
- Bristol LH
- DAF MB
- Ford R1014, R1114
- Leyland Leopard
- Leyland Tiger
- Volvo B58
- Volvo B10M

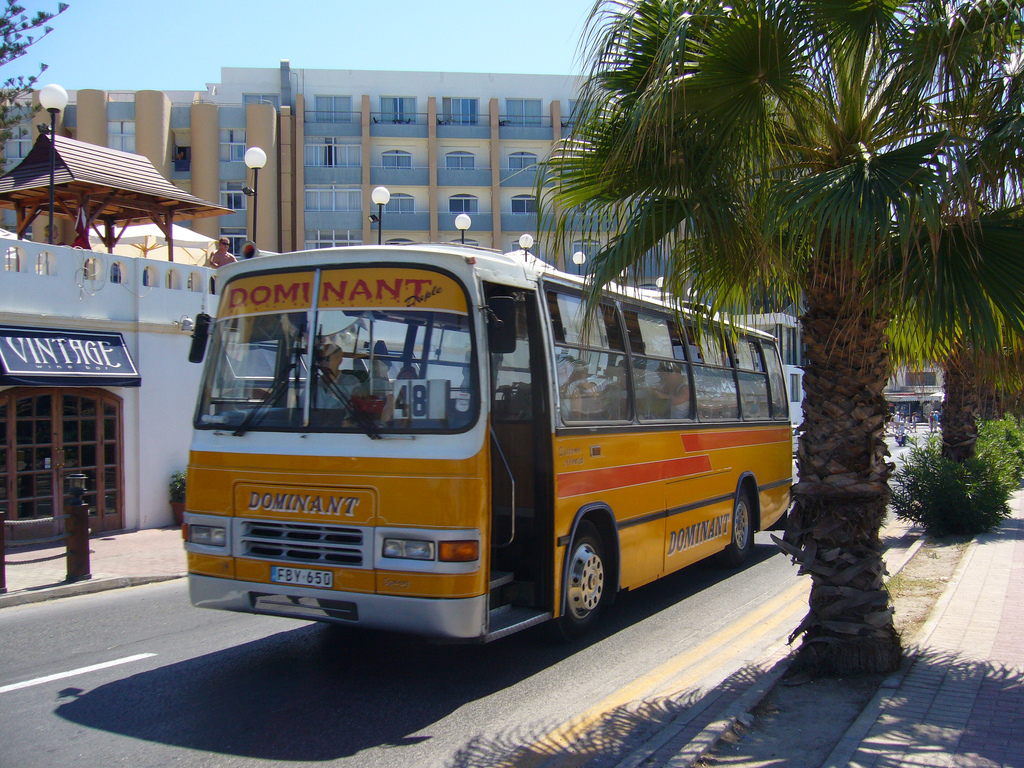
Duple Dominant, Fahrgestell Bedford YRQ, Malta 2008
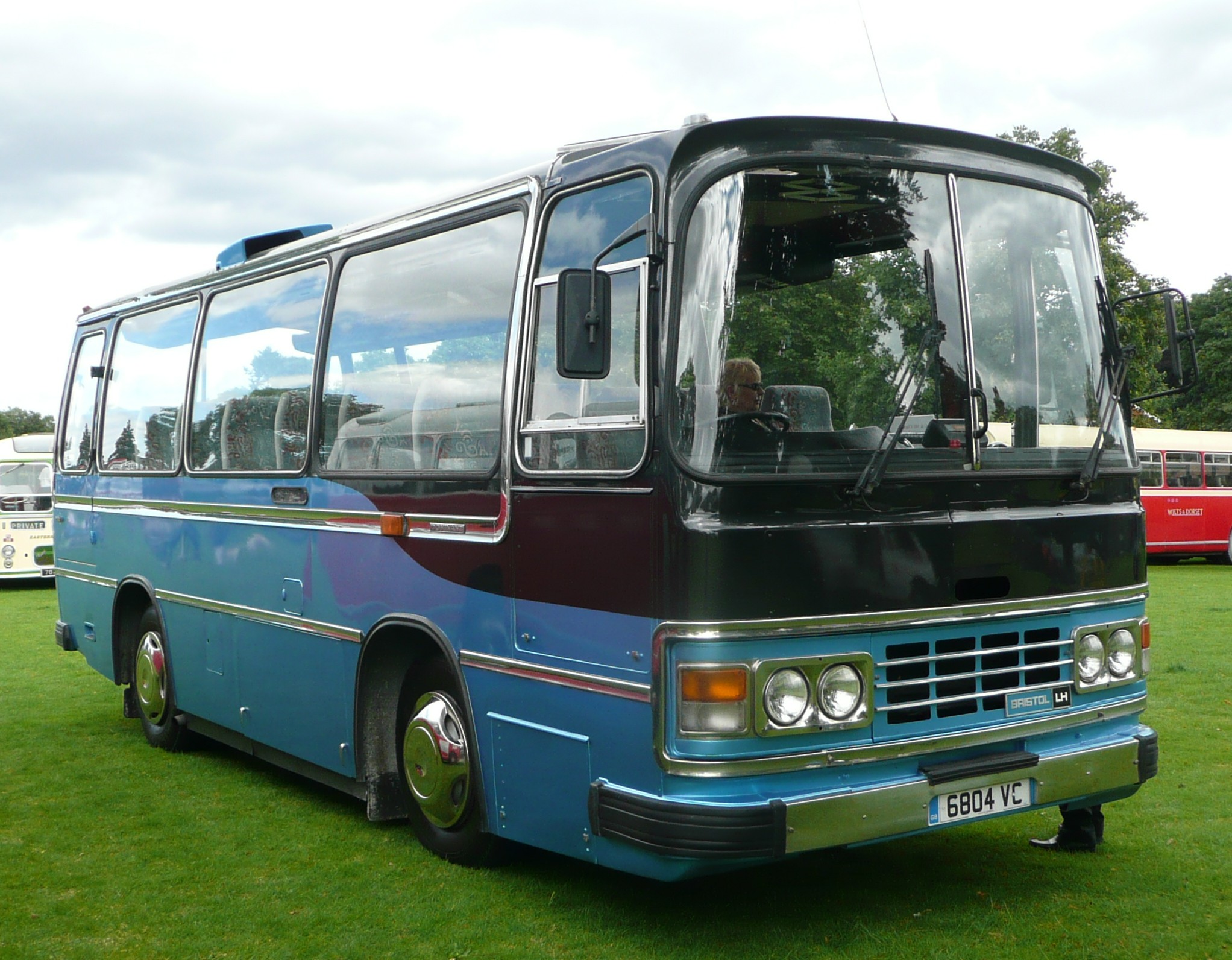
Duple Dominant, Fahrgestell Bristol LHS
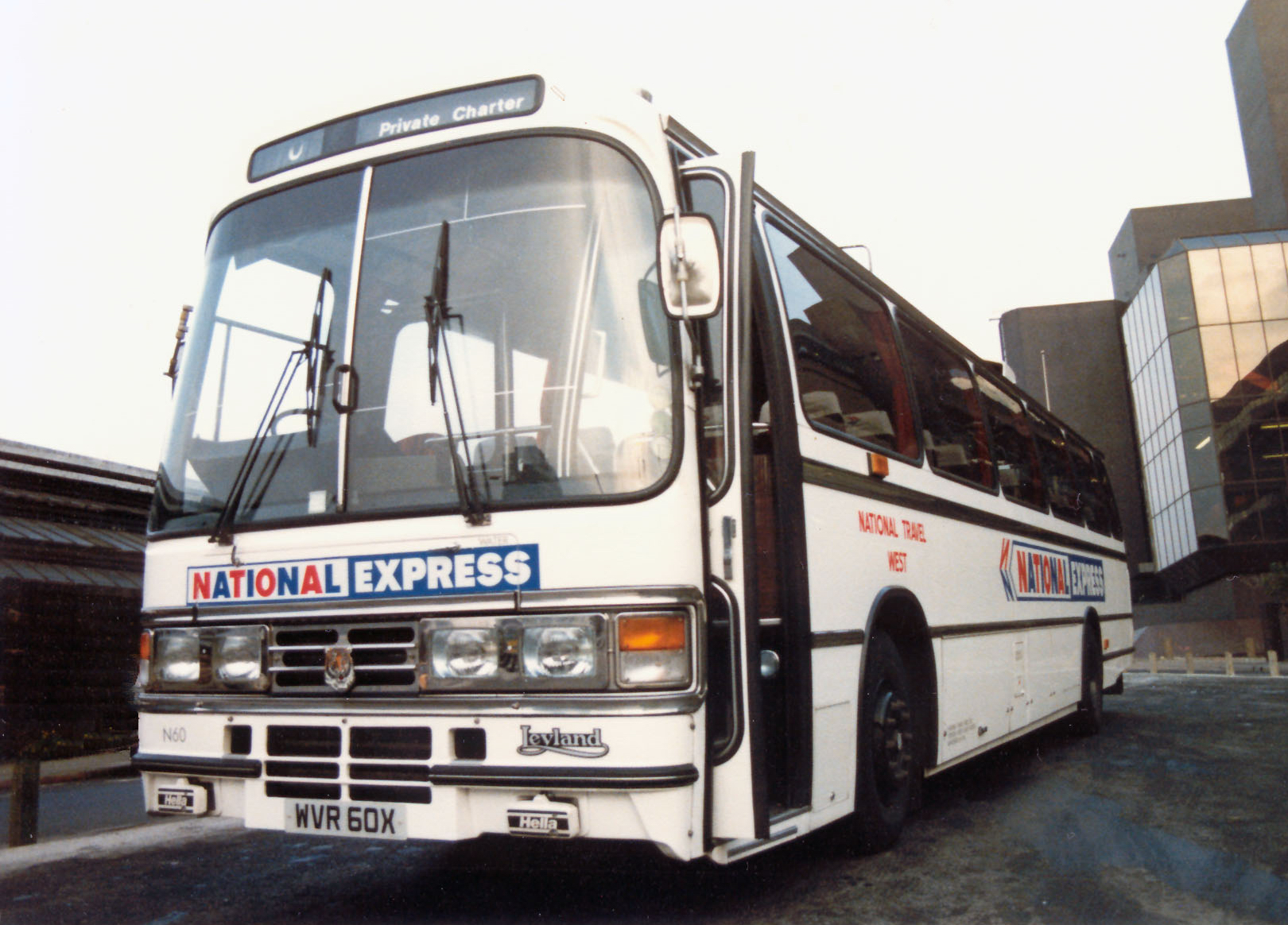
Duple Dominant IV, Fahrgestell Leyland Tiger TRCTL11/3R, 1982
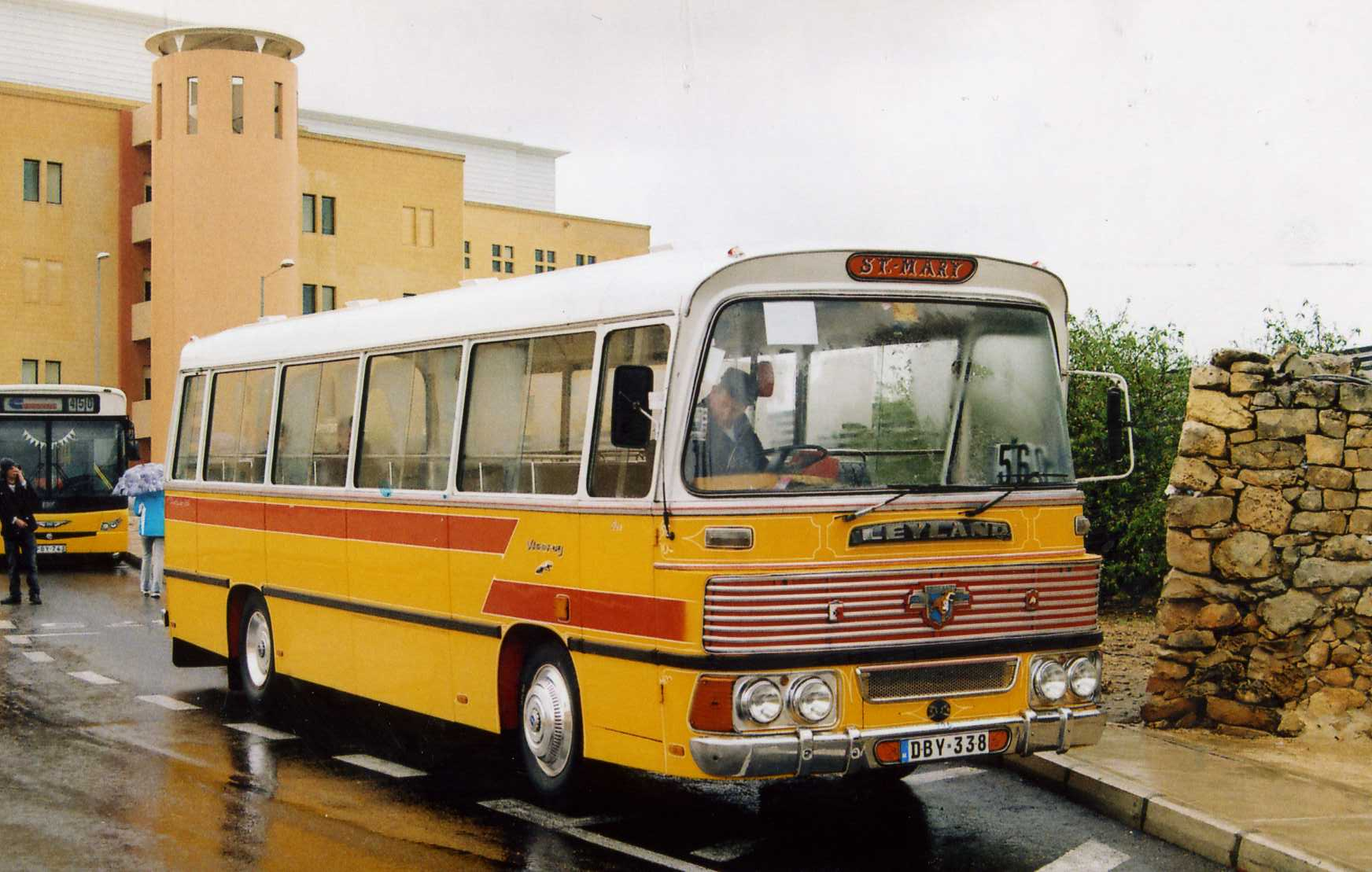
Duple Dominant, Fahrgestell Albion Viking, Malta 2009